# حصار الفوعة وكفريا
حصار الفوعة وكفريّا يشير إلى حصار بلدتي الفوعة وكفريا في محافظة إدلب خلال الحرب الأهلية السورية. وقد بادرت المعارضة إلى فرض الحصار بعد أن شنت هجوم واسع على عاصمة المحافظة مما أدى إلى السيطرة على إدلب.
وفي 28 مارس 2015 بعد أربعة أيام من القتال أحكمت المعارضة قبضتها على مدينة إدلب وتمنكت من محاصرة كفريا والفوعة. وقد حوصر الآلاف من المدنيين من ذلك الحين. وفي 2 أغسطس 2015 أعلن جيش الفتح استمرار عملياته ضد بلدتي كفريا والفوعة.
في 18 سبتمبر 2015 شنت المعارضة هجوم جديد على البلدتين بإطلاقها ما يقرب من 400 صاروخ وقذيفة كما رافق الهجوم تفجير 9 عربات مفخخة (بينهم 7 فجروا أنفسهم) عند مواقع للحكومة. وأسفرت الاشتباكات عن مقتل ما لايقل عن 29 معارض و21 عنصراً من الدفاع الوطني واللجان الشعبية بالإضافة إلى سبعة مدنيين. وأفاد المرصد السوري لحقوق الإنسان بمكاسب حققتها المعارضة.
في 19 سبتمبر 2015 تقدمت المعارضة مرة أخرى في محيط وأطراف الفوعة، وسيطرت على تل الخربة وعدد من نقاط التفتيش القريبة منها. على الجانب الآخر صدت قوات الحكومة هجوماً للمعارضة على قرية دير الزغب المجاورة. بحسب ادعاءات الحكومة فقدت فصائل المعارضة أكثر من 100 مقاتل بينهم 31 من دول أجنبية.
في 20 سبتمبر 2015 دخل اتفاق ثاني لوقف إطلاق النار حيز التنفيذ في الزبداني/مضايا والفوعة/كفريا، حيث سمحت المعارضة بادخال مساعدات إنسانية إلى المدنيين المحاصرين في الفوعة وكفريا.

## 2017
في يناير 2017، قصف الجيش الحر الفوعة مما أدى إلى وقوع عدة إصابات. منتصف مارس، سيطرت هيئة تحرير الشام على تل أم عانون من قوات الدفاع الوطني، في محاولة لقطع الطريق الذي يربط الفوعة وكفريا.
في 28 مارس، توسطت قطر و‌إيران في التوصل إلى اتفاق لإخلاء الفوعة وكفريا مقابل إجلاء السكان والمجاهدين في الزبداني ومضايا. وبدأ سريان الاتفاق اعتبارًا من 12 أبريل، ووصلت الحافلات وسيارات الإسعاف إلى البلدات الأربع بمساعدة الهلال الأحمر العربي السوري لبدء عمليات الإجلاء. في 14 أبريل، أجلت 75 حافلة و20 سيارة إسعاف حوالي 5،000 شخص من الفوعة وكفريا إلى حلب. في 15 أبريل، تم تفجير قافلة من الحافلات التي تحمل الأشخاص الذين تم إجلاؤهم في غرب حلب، مما أسفر عن مقتل أكثر من 100 شخص.

## معرض الصور

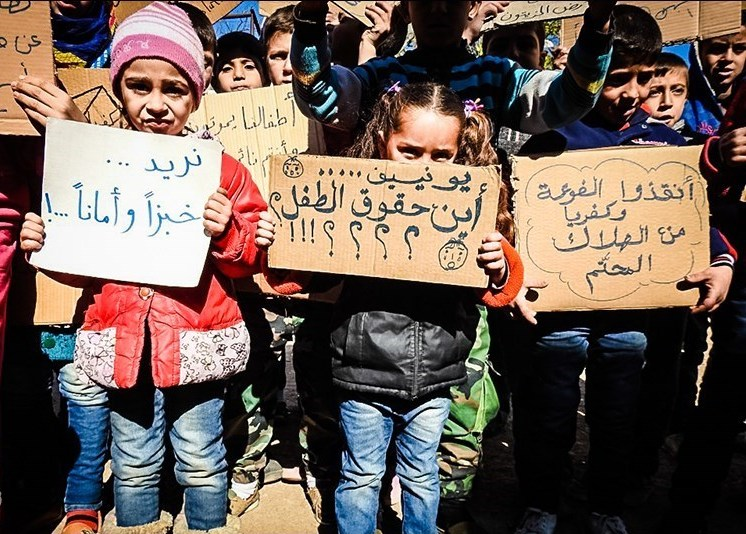
أطفال يحملون لافتات تطالب بفك الحصار عن البلدتين